# Mavrodin
Mavrodin es una comuna ubicada en el distrito de Teleorman, Rumania.

## Superficie
Posee una superficie de 51,83 kilómetros cuadrados.

## Demografía
Hasta 2021 la población era de 2316 habitantes, con una densidad de población de 44,68 habitantes por kilómetro cuadrado.